# شیبرتو
شیبرتو یا شبرتو دشتی در ولسوالی بامیان، غرب شهر بامیان، مرکز ولایت بامیان است. شبرتو در مسیر جاده بامیان - بند امیر - یکاولنگ، قرار دارد که تقریباً در نیمه راه بین دره بامیان و دریاچه‌های بند امیر می‌شود.

## قریه‌ها
- پیرداد
- حبشی
- اختیاران
- کج
- گومبزی
- سرماقول
- بوم‌شیر